# Rudźma
Rudźma (biał. Рудзьма, Rudźma; ros. Рудьма, Rudma) – wieś na Białorusi, w obwodzie grodzieńskim, w rejonie korelickim, w sielsowiecie Jeremicze.
Przed II wojną światową w tej okolicy położonych było kilkanaście niewielkich miejscowości. Ich pozostałości należą dzisiaj do Rudźmy. Współcześnie zabudowania istnieją na terenie dawnych miejscowości: Rudźma, Zajęczy Mostek, Wysoki Hrud (Wysoki Gród) i Kozi Brecht (Kozi Brzeg).

## Historia
W XIX i w początkach XX w. zaścianek Rudźma położony był w Rosji, w guberni wileńskiej, w powiecie oszmiańskim. W 1888 miejscowość liczyła 19 mieszkańców, zamieszkałych w 2 budynkach, wyłącznie katolików.
W dwudziestoleciu międzywojennym wszystkie te miejscowości leżały w Polsce, w województwie nowogródzkim, w powiecie stołpeckim, w gminie Derewno. Demografia w 1921 przedstawiała się następująco:
|                     | Liczba mieszkańców | Budynki | Narodowość  | Narodowość        | Wyznanie    | Wyznanie |
| Polacy              | Liczba mieszkańców | Budynki | Białorusini | rzymskokatolickie | prawosławne |          |
| ------------------- | ------------------ | ------- | ----------- | ----------------- | ----------- | -------- |
| folwark Rudźma      | 24                 | 5       | 15          | 9                 | 15          | 9        |
| osada Kozi Brecht   | 10                 | 1       | 1           | 9                 | 1           | 9        |
| folwark Wysoki Hrud | 10                 | 1       | –           | 10                | –           | 10       |

W lipcu 1930 roku w Rudźmie odsłonięto pierwszy na terenie województwa nowogródzkiego pomnik marszałka Józefa Piłsudskiego. 
Po II wojnie światowej Rudźma znalazła się w granicach Związku Sowieckiego. Od 1991 w niepodległej Białorusi.